# Caleta Tortel

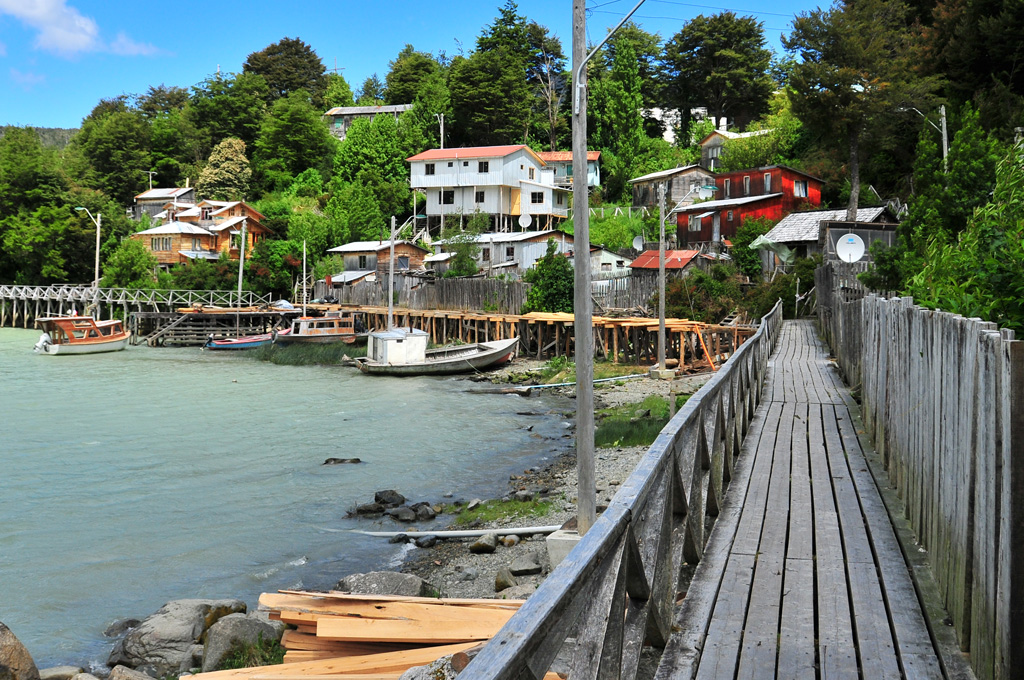
Caleta Tortel

Caleta Tortel ist der Hauptort der Gemeinde Tortel in der südchilenischen Región de Aysén.
Caleta Tortel wurde 1955 als „Wach- und Signalposten“ der Marine gegründet. Der Ort erhielt seinen Namen zu Ehren des französischen Matrosen Jean Tortel, der Chile im Unabhängigkeitskrieg unterstützt hatte.
Die Ansiedlung konsolidiert sich, nachdem sich 1966 die Empresa de Comercio Agrícola (ECA) mit der Befugnis zum Kauf von Zypressenpfählen (aus dem Holz der Chilenische Flusszeder) und zum Verkauf von Lebensmitteln dort niedergelassen hatte. Am 27. August 1970 wurde die Gemeinde gegründet und 1981 die Gemeindeverwaltung (municipalidad) mit Bürgermeister eingesetzt. Die Bevölkerung wuchs von 227 Einwohnern im Jahr 1970 auf 292 im Jahr 1982 an.
Seit Ende der 1960er Jahre wurden in der Umgebung Naturparks und Schutzgebiete ausgewiesen, die zu den heutigen Nationalparks Nationalpark Laguna San Rafael und Nationalpark Bernardo O’Higgins führten zu einer zunehmenden wirtschaftlichen Bedeutung des Tourismus. Die Bevölkerung wuchs bis 1997 auf 370 an.
Heute hat der Ort etwa 500 Einwohner, und der Tourismus ist der wichtigste Wirtschaftszweig, Holzabbau und Fischerei spielen aber weiterhin eine Rolle.
Der Ort zeichnet sich durch sein einzigartiges Ortsbild aus: Aufgrund des extremen Reliefs existieren keine Straßen, stattdessen sind die Häuser über hölzerne Laufstege miteinander verbunden, welche aus dem Holz der Flusszeder errichtet wurden. Einige Häuser wurden auf Stelzen errichtet. Erst 2003 wurde eine Schotterstraße zum Ort gebaut, welche an die Carretera Austral anschließt. Nördlich des Ortes befindet sich ein Flugplatz.